# Landgericht Münster

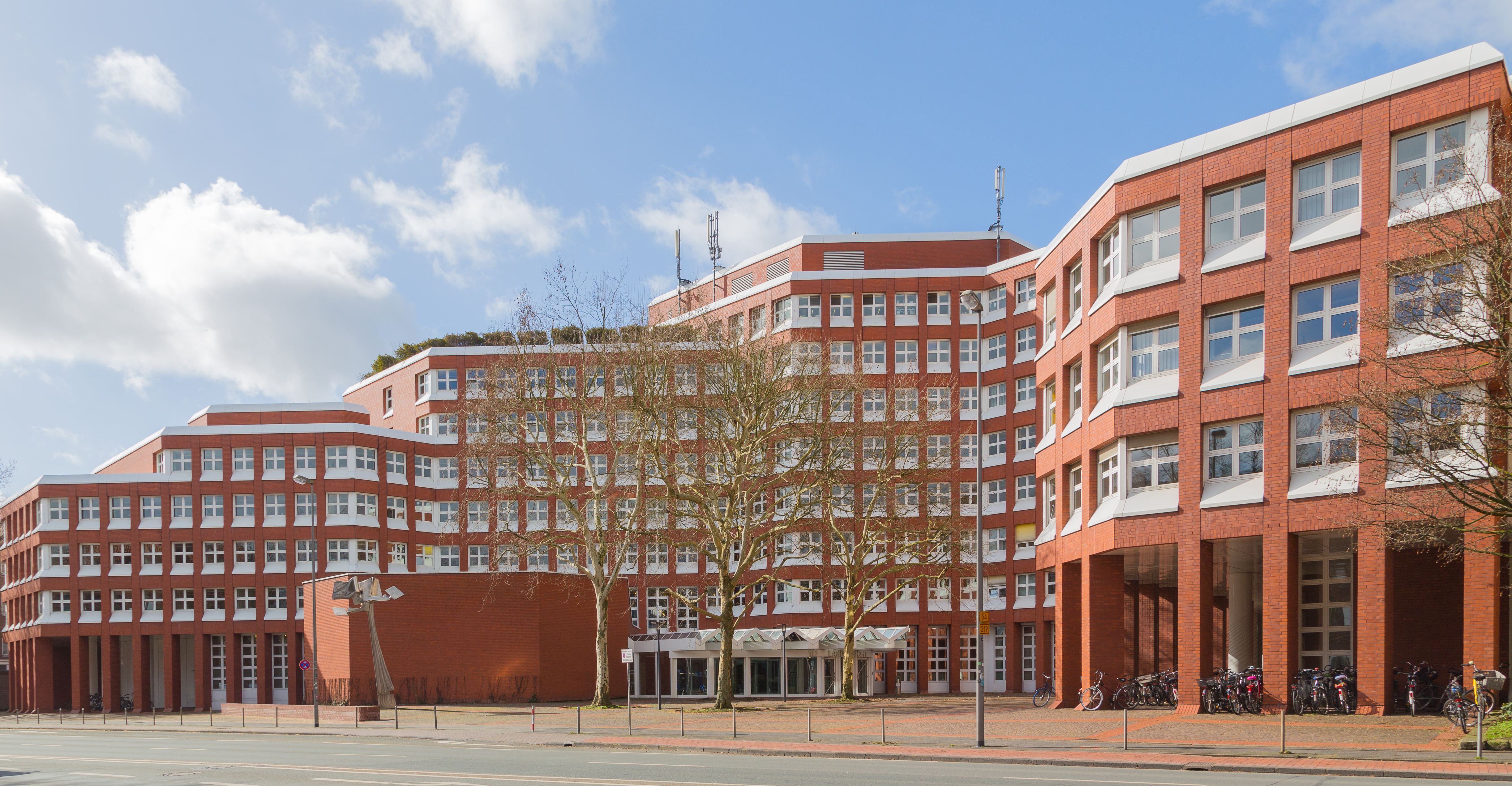
Das Landgericht Münster mit dem Haupteingang Am Stadtgraben.

Das Landgericht Münster im westfälischen Münster ist ein Gericht der ordentlichen Gerichtsbarkeit und eines von zehn Landgerichten im Bezirk des Oberlandesgerichts Hamm. Bei ihm sind 13 Zivilkammern, sechs Kammern für Handelssachen, 20 Strafkammern und eine Strafvollstreckungskammer gebildet.

## Gerichtssitz und -bezirk
Sitz des Gerichts ist Münster in Westfalen. Der Gerichtsbezirk umfasst 15 Amtsgerichte in den Kreisen Borken, Coesfeld, Steinfurt und Warendorf und damit einen Großteil des Regierungsbezirks Münster außer den Städten Bottrop und Gelsenkirchen sowie dem Kreis Recklinghausen. Er entspricht damit der heutigen politischen Region Münsterland. Das Landgericht Münster ist für rund 1.586.000 Einwohner zuständig.

## Gebäude

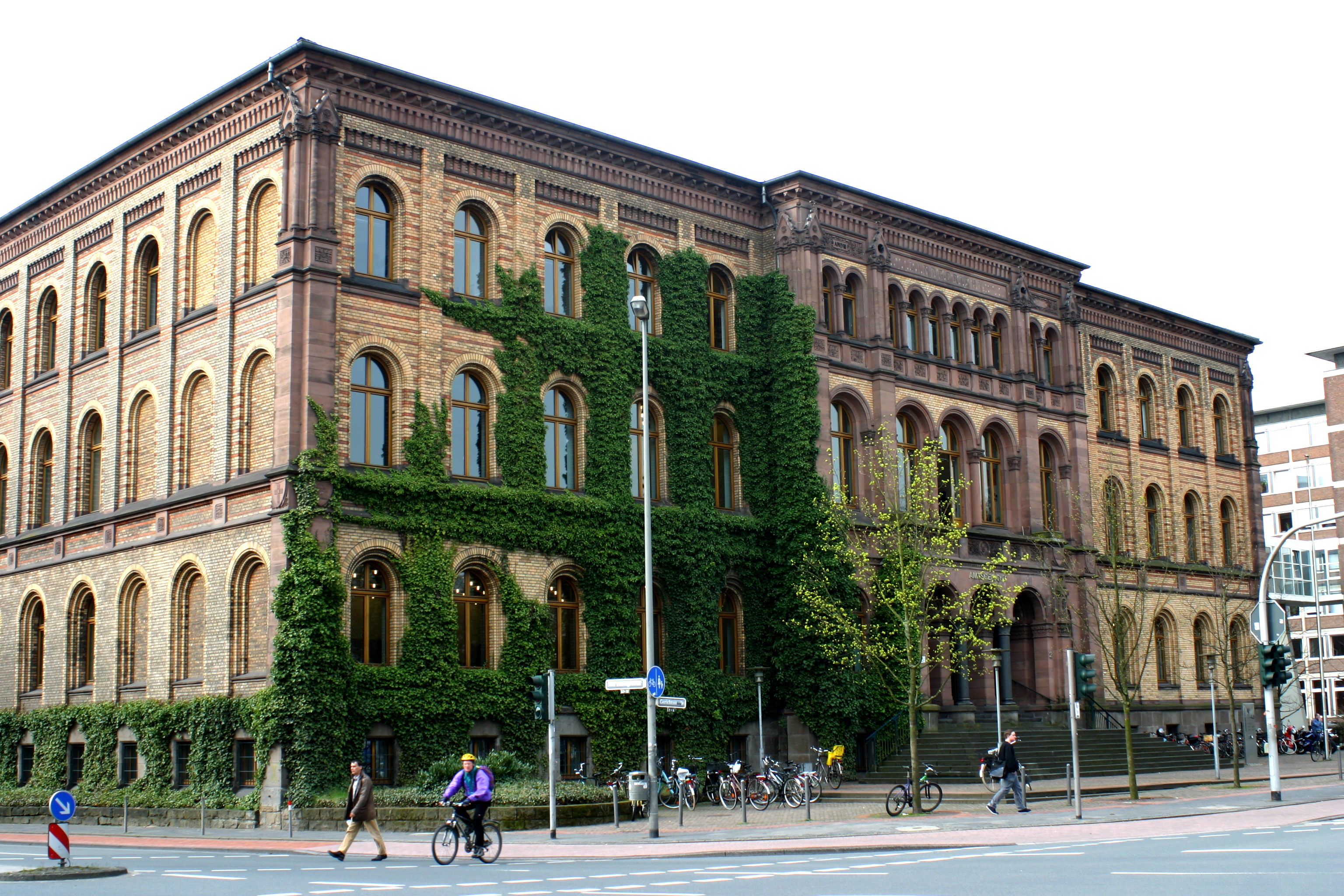
Das ursprüngliche Gebäude des Landgerichts und heutiger Sitz des Amtsgerichts Münster.

Das erste Gebäude des Landgerichts Münster wurde in den Jahren von 1875 bis 1879 südlich des Schlossplatzes erbaut. Ursprünglich sollte das Gebäude Sitz des königlich preußischen Appellationsgerichts Münster werden. Kurz nachdem das Gebäude 1879 fertiggestellt worden war, traten jedoch die Reichsjustizgesetze in Kraft, sodass es ab 1. Oktober 1879 Sitz des Landgerichts Münster wurde. Die Fassade wurde im sogenannten Rundbogenstil errichtet und zeigt Reminiszenzen sowohl an mittelalterliche (italienische Gotik) als auch an Renaissancearchitektur. Hinter dem Gerichtsgebäude befand sich ein in den Jahren 1872–1875 errichtetes Gefängnis, das für den späteren Neubau abgerissen wurde. Das dreistöckige Gebäude wurde durch alliierte Bombentreffer am 25. März 1945 schwer getroffen und brannte bis auf die Grundmauern nieder. Nach Ende des Zweiten Weltkrieges wurde es rekonstruierend wiederaufgebaut und die noch bestehenden Teile dabei mit einbezogen. Insbesondere die Fassade wurde weitestgehend rekonstruiert. Der Wiederaufbau dauerte bis zum Oktober 1951.
Zu Beginn der 1970er Jahre begannen Planungen für den Neubau eines Gerichtsgebäudes, dessen endgültige Entscheidung erst nach 14-stündiger Beratung am 18. Dezember 1973 fiel. Der münstersche Architekt Harald Deilmann konnte sich letztendlich mit seinem Entwurf durchsetzen, auch wenn sich der Bau selbst noch verzögern sollte. Es entstand ab 1982 südlich des bisherigen Gerichtsgebäudes, wo bis 1980 noch die Zweiganstalt der Justizvollzugsanstalt Münster stand. Beim Ausheben der Baugrube wurden zwei Wasserbären aus der mittelalterlichen Stadtbefestigung entdeckt, die noch auf Alerdincks Vogelschauplan verzeichnet sind und nach der Niederlage der Stadt Münster gegen Fürstbischof Christoph Bernhard von Galen beim Schleifen der Verteidigungsanlagen zugeschüttet wurden.

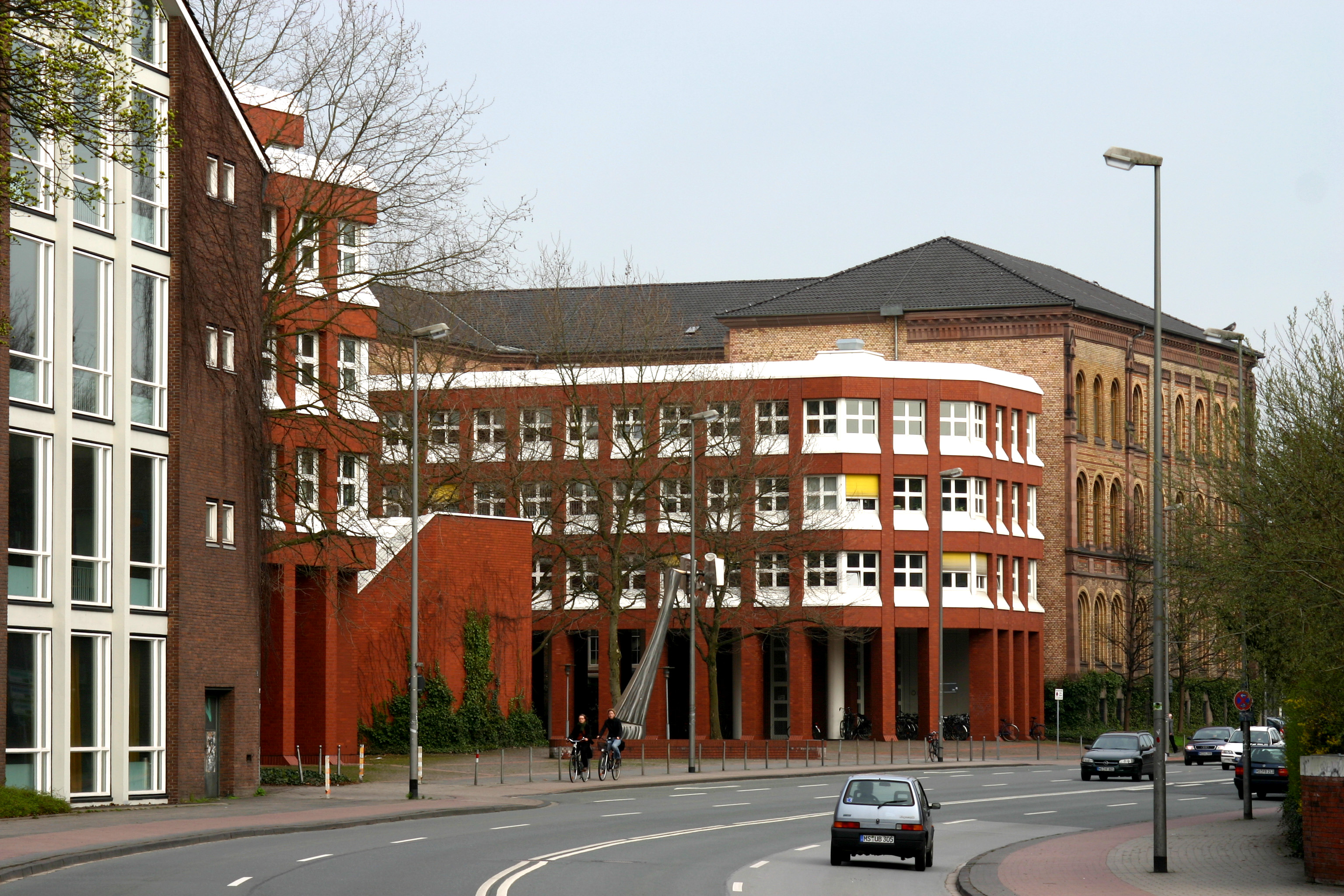
Das Landgericht von Süden aus gesehen. Im Hintergrund das alte Gerichtsgebäude und links im Vordergrund noch ein Teil des Gymnasiums Paulinum.

Während der Bauphase kam es zu einer Änderung des Bauplans. Der ursprüngliche Plan von Deilmann sah vor, das bisherige Gerichtsgebäude abzureißen, was aber nicht mehr möglich war, nachdem es im Jahre 1984 unter Denkmalschutz gestellt wurde. Dieses Gebäude bezog daher das Amtsgericht Münster. Anfang des Jahres 1987 wurde der Neubau fertiggestellt, der rund 53 Mio. DM, umgerechnet 27,1 Mio. Euro gekostet hat. Die Kosten für die notwendige Verbindung zwischen den Gerichtsgebäuden, die am 12. Juni 1992 eröffnet wurde, übernahm das Land Nordrhein-Westfalen.

## Geschichte
Die Gründung des Landgerichts Münster geht auf den 1. Oktober 1879 zurück, als es unter Leitung des ersten Präsidenten Storck eröffnet wurde. Vorher bestand in Münster das Appellationsgericht Münster. Seit jeher befindet sich sein Standort südlich des münsterschen Schlosses und des Hindenburgplatzes. In den ersten Jahren war das Landgericht zusätzlich zum Präsidenten mit zwei Direktoren und neun Landrichtern besetzt. Sie waren übergeordnete Instanz für 22 Amtsgerichte und rund 443.000 Einwohner. Am 3. April 1888 schieden die Amtsgerichte Buer, Bottrop, Dorsten und Recklinghausen aus der Zuständigkeit des Landgerichts Münster aus. Die drei erstgenannten gehören seitdem zum Landgericht Essen; das Amtsgericht in Recklinghausen wurde nach kurzer Zugehörigkeit zum Landgerichtsbezirk Essen 1892 dem neu geschaffenen Landgericht Bochum zugeordnet. Seitdem lag die Anzahl der zu Münster gehörenden Amtsgerichte bei 18, was bis ins Jahr 1917 so blieb, als im westfälischen Gronau ein neues Amtsgericht eingerichtet wurde und die Zahl damit auf 19 anstieg.
Bedingt durch Bombenschäden im Zweiten Weltkrieg am 25. März 1945 kam die Verwaltung vollständig zum Erliegen, bevor sie am 17. Juli 1945 unter temporäre Umquartierung in das ehemalige Divisionsstabsquartier an der Roxeler Straße die Arbeit wieder aufnahm. Erst nach dem Wiederaufbau des zerstörten Dienstgebäudes im Oktober 1951 konnte das Gericht wieder an seinen angestammten Platz zurückkehren. Gegen Ende der 1950er Jahre, im Herbst 1957, begannen die Bauarbeiten zu einem Erweiterungsbau westlich des bestehenden Gebäudes, in dem auch die Staatsanwaltschaft einziehen sollte.
Zum 31. Dezember 1974 kam es zu weiteren Veränderungen in der Verwaltungsstruktur, bei dem einerseits die Amtsgerichte in Oelde und Vreden aufgelöst wurden. Andererseits wurden die Amtsgerichtsbezirke von Werne und Haltern anderen Amtsgerichten zugewiesen. So kam der Bezirk von Werne zu Lünen und wechselte somit in den Landgerichtsbezirk Dortmund; Haltern wurde mit Marl vereinigt und kam somit zum Landgerichtsbezirk Essen. Die verbliebenen 15 Amtsgerichtsbezirke gehören seither zum Landgerichtsbezirk Münster.
Ab dem Jahr 1976 begannen die Planungen für einen Neubau eines Landgerichts. Als Standort wurde das Gelände südlich des bisherigen Gebäudes gewählt, auf dem sich zu diesem Zeitpunkt noch die Zweiganstalt der Justizvollzugsanstalt Münster befand. Erst nach deren Abbruch im Jahre 1980 und Beendigung der notwendigen Straßenbaumaßnahmen begannen im Oktober 1982 die Baumaßnahmen für den Neubau, die bis ins Jahr 1987 andauern sollten. Die offizielle Eröffnung des neuen Gerichtsgebäudes fand am 2. April 1987 statt.

### Landesarbeitsgericht Münster
Gemäß Arbeitsgerichtsgesetz vom 23. Dezember 1926 wurden in Deutschland Arbeitsgerichte gebildet. Diese waren nur in der ersten Instanz unabhängig, die Landesarbeitsgerichte waren den Landgerichten zugeordnet. Am Landgericht Münster entstand so 1927 das Landesarbeitsgericht Münster als eines von fünf Landesarbeitsgerichten im Bezirk des Oberlandesgerichtes Hamm. Dem Landesarbeitsgericht Münster waren folgende Arbeitsgerichte zugeteilt: Arbeitsgericht Bocholt, Arbeitsgericht Münster und Arbeitsgericht Rheine.
Nach der Besetzung Deutschlands durch die Alliierten wurden 1945 zunächst alle Gerichte geschlossen. Die ordentlichen Gerichte wurden schon bald wieder eröffnet, während die Arbeitsgerichte zunächst nicht wieder eingerichtet wurden, so dass arbeitsgerichtliche Streitigkeiten von den ordentlichen Gerichten erledigt werden mussten. Gemäß Kontrollratsgesetz 21 sollten in Deutschland Arbeitsgerichte aufgebaut werden. Anstelle der früheren Landesarbeitsgerichte wurde nur noch ein Landesarbeitsgericht Düsseldorf für das Rheinland und das Landesarbeitsgericht Hamm für Westfalen gebildet, ein Landesarbeitsgericht Münster entstand nicht neu.

## Über- und nachgeordnete Gerichte
Dem Landgericht Münster übergeordnet ist das Oberlandesgericht Hamm. Nachgeordnet sind die Amtsgerichte Ahaus, Ahlen, Beckum, Bocholt, Borken, Coesfeld, Dülmen, Gronau, Ibbenbüren, Lüdinghausen, Münster, Rheine, Steinfurt, Tecklenburg und Warendorf.

## Besonderheiten
Innerhalb des Gebäudes des Landgerichts besteht die Möglichkeit, Kunstausstellungen vorzunehmen. Dabei ist die Besichtigung für jedermann innerhalb der Öffnungszeiten des Gerichts möglich.

## Richter

### Landgerichtspräsidenten
- Storck (1879–1886)
- Buchholtz (1886–1890)
- Thomsen GehOJR mit dem Rang der Räte II. Klasse (1890–1904)
- Krobitsch GehOJR mit dem Rang der Räte II. Klasse (1904–1918)
- Dr. Münster (1918–1935)
- Dr. Biermann (1935–1943)
- Bückendorf (1944/45)
- Dr. Drüen (1945–1948)
- Dr. Fröhlich (1948–1951)
- Dr. Niemann (1951–)
- Walter Drerup (1974–1986)
- Ulrich Schambert (akt.)

### Direktoren
- Dr. Plate GehJR (1879–1884)
- Freiherr von Ledebur (1879–1881)
- Schulz (1882–1895)
- Franz Christoph Büscher (1894–1899)
- Wilhelm (1895–1905)
- Brüning Karl GehJR (1899–1920)
- Pellinghoff GehJR (1905–1919)
- Dr. Gerbaulet GehJR (1905–1925)
- Georg Loerbrocks  GehJR (1908 bis 1921)
- Bueren GehJR (1918/21–1924)
- Wentrup (1919–1937)
- Broicher (1920–1927)
- Dr. Schaefer (1922–1937)
- Kropff (1924/1945)
- Paul Litten (1925–1933)
- Langes (1925–1938)
- Bergmann (1927–1945)
- Dr. Niermann (1927–1935)
- Dr. Spillner (1927–1936)
- Holthöfer (1933–1959)
- Dr. Potthoff (1933–1948)
- Dr. Rüsenberg (seit 1936)
- Coenen (1937–1942)
- Dr. Seiler (1937–1954)
- Dr. Huchzermeier (1938–1945)
- Krämer (1942–1944)
- Reichling (1945–1949)
- Dr. Flöttmann (seit 1951)
- Homoet (1946–1951)
- Dr. Erman (1946–1947)
- Behnes (1949–1952)
- Niesen (1949–1952)
- Stieve (1946–1948)
- Dr. Pösentrup (seit 1949)
- Fritz Hauß (1949–1952)
- Beusker (seit 1952)
- Bödding (seit 1952)
- Dr. Pardon (seit 1952)
- Dr. Stürmann (seit 1953)
- Dr. Verspohl (seit 1953)
- Beckerhoff (seit 1953)
- Dr. Jungkamp (seit 1953)
- Dr. Kösters (seit 1953)
- Sparla (seit 1954)
- Dr. Heukamp (seit 1957)[5]

### Richter
- Max Junker (1931–1932)
- Karl Peters
- Horst Luthin (1971–1978)
- Franz Dieckmann
- Karl Gunkel (1903–1906)
- Otto Schlichter
- Burkhard Pauge (1980–1988)
- Wilhelm Dütz (1961–1971)
- Godehard Kayser (1986–1988)
- Detlef Burhoff (1995–2008)
- Dietmar Malik
- Ursula Reichling (1972–1980)